# Serie B 1997/98
Die Serie B 1997/98 war die 66. Spielzeit der zweithöchsten italienischen Spielklasse im Fußball der Männer. Die reguläre Saison wurde am 30. August 1998 mit dem ersten Spieltag eröffnet und am 14. Juni 1998 mit dem 38. Spieltag beendet. Am 21. Juni 1998 fand ein Play-off-Spiel statt.
Die Meisterschaft sowie den Aufstieg sicherte sich Salernitana Sport. Die AC Venedig und Cagliari Calcio stiegen ebenso auf wie die AC Perugia, die sich im Play-off gegen Torino Calcio durchsetzte. Den Abstieg in die Serie C1 mussten Foggia Calcio, Ancona Calcio, Calcio Padova und Castel di Sangro Calcio antreten.
Torschützenkönig der Spielzeit wurde Marco Di Vaio von Meister Salernitana Sport mit 21 Treffern.

## Teilnehmer
Insgesamt nahmen an der Saison 1997/98 20 Mannschaften teil. Zwölf davon spielten bereits in der letzten Saison in der Serie B, während die übrigen acht Teilnehmer per Aufstieg aus der Serie C1 beziehungsweise per Abstieg aus der Serie A hinzukamen.
| Verein                  | Stadt              | Stadion                      | Trainer | Ergebnis 2011/12  |
| ----------------------- | ------------------ | ---------------------------- | --- | ----------------- |
| AC Ancona               | Ancona             | Stadio del Conero            | Francesco Giorgini (1. bis 27. Spieltag) Franco Scoglio (28. bis 31. Spieltag) Francesco Giorgini (32. bis 38. Spieltag)                                | 2. der Serie C1/B |
| Fidelis Andria          | Andria             | Stadio degli Ulivi           | Giuseppe Papadopulo | 1. der Serie C1/B |
| Cagliari Calcio         | Cagliari           | Stadio Sant’Elia             | Gian Piero Ventura | 15. der Serie A   |
| Castel di Sangro Calcio | Castel di Sangro   | Stadio Teofilo Patini        | Osvaldo Jaconi (1. bis 27. Spieltag) Franco Selvaggi (28. bis 38. Spieltag)                                                                             | 15. der Serie B   |
| US Foggia               | Foggia             | Stadio Pino Zaccheria        | Domenico Caso (1. bis 22. Spieltag) Beniamino Cancian (23. bis 29. Spieltag) Domenico Caso (30. bis 38. Spieltag)                                       | 11. der Serie B   |
| CFC Genua               | Genua              | Stadio Luigi Ferraris        | Gaetano Salvemini (1. bis 5. Spieltag) Claudio Maselli (6. bis 15. Spieltag) Tarcisio Burgnich (16. bis 38. Spieltag)                                   | 5. der Serie B    |
| AS Lucchese Libertas    | Lucca              | Stadio Porta Elisa           | Luigi De Canio | 14. der Serie B   |
| AC Monza Brianza        | Monza              | Stadio Brianteo              | Luigi Radice (1. bis 5. Spieltag) Bruno Bolchi (6. bis 24. Spieltag) Pierluigi Frosio (25. bis 38. Spieltag)                                            | 5. der Serie C1/A |
| Calcio Padova           | Padua              | Stadio Euganeo               | Giuseppe Pillon (1. bis 18. Spieltag) Mario Colautti (19. bis 38. Spieltag)                                                                             | 11. der Serie B   |
| AC Perugia              | Perugia            | Stadio Renato Curi           | Attilio Perotti (1. bis 8. Spieltag) Alberto Bigon (9. bis 16. Spieltag) Attilio Perotti (17. bis 27. Spieltag) Ilario Castagner (28. bis 38. Spieltag) | 16. der Serie A   |
| Delfino Pescara         | Pescara            | Stadio Adriatico             | Maurizio Viscidi (1. bis 22. Spieltag) Adriano Buffoni (23. bis 38. Spieltag)                                                                           | 6. der Serie B    |
| Ravenna Calcio          | Ravenna            | Stadio Bruno Benelli         | Mauro Sandreani (1. bis 24. Spieltag) Sergio Santarini (25. bis 38. Spieltag)                                                                           | 8. der Serie B    |
| Reggina Calcio          | Reggio Calabria    | Stadio Oreste Granillo       | Franco Colomba | 10. der Serie B   |
| AC Reggiana             | Reggio nell’Emilia | Stadio Giglio                | Francesco Oddo (1. bis 8. Spieltag) Franco Varrella (9. bis 38. Spieltag)                                                                               | 18. der Serie A   |
| Salernitana Sport       | Salerno            | Stadio Arechi                | Delio Rossi | 15. der Serie B   |
| Torino Calcio           | Turin              | Stadio delle Alpi            | Giancarlo Camolese (1. bis 6. Spieltag) Edoardo Reja (7. bis 38. Spieltag)                                                                              | 9. der Serie B    |
| FBC Treviso             | Treviso            | Stadio Omobono Tenni         | Gianfranco Bellotto | 1. der Serie C1/A |
| AC Venedig              | Venedig            | Stadio Pierluigi Penzo       | Walter Novellino | 13. der Serie B   |
| Chievo Verona           | Verona             | Stadio Marcantonio Bentegodi | Silvio Baldini | 6. der Serie B    |
| Hellas Verona           | Verona             | Stadio Marcantonio Bentegodi | Luigi Cagni (1. bis 27. Spieltag) Sergio Maddè (28. bis 38. Spieltag)                                                                                   | 17. der Serie A   |

## Statistiken

### Tabelle
| Pl.             | Verein                  | Sp. | S  | U  | N  | Tore    | Diff. | Punkte | Anm. |
| --------------- | ----------------------- | --- | -- | -- | -- | ------- | ----- | ------ | ---- |
| 1.              | Salernitana Sport       | 38  | 19 | 15 | 4  | 065:320 | +33   | 72     | ▲    |
| 2.              | AC Venedig              | 38  | 17 | 13 | 8  | 051:310 | +20   | 64     | ▲    |
| 3.              | Cagliari Calcio (A)     | 38  | 15 | 18 | 5  | 053:360 | +17   | 63     | ▲    |
| 4.              | AC Perugia (A)          | 38  | 16 | 14 | 8  | 046:370 | +9    | 62     | ( ▲) |
| 5.              | Torino Calcio           | 38  | 17 | 11 | 10 | 050:400 | +10   | 62     | ( ▲) |
| 6.              | Reggina Calcio          | 38  | 13 | 14 | 11 | 037:410 | −4    | 53     |      |
| 7.              | Hellas Verona (A)       | 38  | 15 | 8  | 15 | 051:380 | +13   | 53     |      |
| 8.              | FBC Treviso (N)         | 38  | 12 | 16 | 10 | 043:420 | +1    | 52     |      |
| 9.              | CFC Genua               | 38  | 14 | 9  | 15 | 050:530 | −3    | 51     |      |
| 10.             | Chievo Verona           | 38  | 12 | 14 | 12 | 043:460 | −3    | 50     |      |
| 11.             | AC Reggiana (A)         | 38  | 13 | 11 | 14 | 036:350 | +1    | 50     |      |
| 12.             | AS Fidelis Andria (N)   | 38  | 11 | 15 | 12 | 042:430 | −1    | 48     |      |
| 13.             | Pescara Calcio          | 38  | 12 | 11 | 15 | 041:480 | −7    | 47     |      |
| 14.             | Ravenna Calcio          | 38  | 11 | 12 | 15 | 041:430 | −2    | 45     |      |
| 15.             | AS Lucchese Libertas    | 38  | 11 | 11 | 16 | 035:470 | −12   | 44     |      |
| 16.             | AC Monza Brianza (N)    | 38  | 9  | 17 | 12 | 048:560 | −8    | 44     |      |
| 17.             | US Foggia               | 38  | 9  | 14 | 15 | 048:550 | −7    | 41     | ▼    |
| 18.             | AC Ancona (N)           | 38  | 8  | 16 | 14 | 049:610 | −12   | 40     | ▼    |
| 19.             | Calcio Padova           | 38  | 8  | 12 | 18 | 030:490 | −19   | 36     | ▼    |
| 20.             | Castel di Sangro Calcio | 38  | 5  | 15 | 18 | 038:640 | −26   | 30     | ▼    |
| Stand: Endstand |                         |     |    |    |    |         |       |        |      |

| Zum Saisonende 1997/98: |                                     |
| ( ▲)                    | Aufstieg in die Serie A 1998/99     |
| ( ▲)                    | Teilnahme am Play-off               |
| ( ▼)                    | Abstieg in die Serie C1 1998/99     |
| Zum Saisonende 1996/97: |                                     |
| (A)                     | Absteiger aus der Serie A 1996/97   |
| (N)                     | Aufsteiger aus der Serie C1 1996/97 |

### Kreuztabelle
| 1997/98                 |     | AC Perugia | Hellas Verona | AC Reggiana | CFC Genua | Pescara Calcio | Chievo Verona | Ravenna Calcio | Torino Calcio | Reggina Calcio | US Foggia | Calcio Padova | AC Venedig | AS Lucchese Libertas | Salernitana Sport | ASD Castel di Sangro |     | FBC Treviso | AC Ancona | AC Monza Brianza |
| ----------------------- | --- | ---------- | ------------- | ----------- | --------- | -------------- | ------------- | -------------- | ------------- | -------------- | --------- | ------------- | ---------- | -------------------- | ----------------- | -------------------- | --- | ----------- | --------- | ---------------- |
| Cagliari Calcio         |     | 0:0        | 2:1           | 0:0         | 1:1       | 2:0            | 2:2           | 2:1            | 2:2           | 2:0            | 1:1       | 1:0           | 1:1        | 3:1                  | 1:1               | 1:1                  | 3:0 | 2:0         | 3:0       | 2:2              |
| AC Perugia              | 1:1 |            | 2:1           | 2:0         | 1:0       | 1:1            | 3:0           | 2:1            | 2:1           | 0:1            | 2:2       | 1:3           | 2:0        | 1:0                  | 1:1               | 1:0                  | 4:1 | 2:1         | 1:1       | 3:2              |
| Hellas Verona           | 2:1 | 0:1        |               | 0:1         | 4:0       | 2:0            | 4:0           | 4:2            | 4:0           | 1:1            | 3:2       | 5:1           | 0:1        | 2:0                  | 0:2               | 0:0                  | 2:1 | 1:1         | 2:0       | 3:2              |
| AC Reggiana             | 0:0 | 2:0        | 0:1           |             | 0:1       | 1:0            | 2:2           | 1:1            | 0:1           | 1:1            | 1:0       | 0:2           | 2:0        | 3:0                  | 0:1               | 1:0                  | 1:0 | 1:0         | 1:0       | 0:2              |
| CFC Genua               | 1:3 | 2:0        | 1:0           | 2:2         |           | 4:0            | 0:1           | 1:0            | 2:2           | 0:0            | 3:2       | 1:0           | 3:1        | 1:1                  | 1:1               | 2:1                  | 2:1 | 0:1         | 2:1       | 5:1              |
| Pescara Calcio          | 0:1 | 1:2        | 1:1           | 2:0         | 1:0       |                | 3:1           | 1:1            | 3:0           | 1:1            | 1:0       | 4:0           | 2:1        | 2:1                  | 0:0               | 1:2                  | 0:2 | 1:0         | 3:2       | 2:2              |
| Chievo Verona           | 2:1 | 1:1        | 2:0           | 1:0         | 0:1       | 2:2            |               | 2:0            | 0:2           | 1:0            | 1:1       | 1:1           | 1:1        | 3:1                  | 1:1               | 1:1                  | 1:1 | 1:0         | 0:1       | 1:1              |
| Ravenna Calcio          | 0:0 | 0:0        | 1:1           | 2:3         | 3:0       | 2:1            | 2:0           |                | 1:1           | 2:2            | 3:1       | 1:0           | 1:0        | 2:1                  | 0:0               | 1:3                  | 0:1 | 2:0         | 2:0       | 1:1              |
| Torino Calcio           | 3:0 | 0:0        | 2:1           | 1:0         | 2:1       | 0:1            | 1:1           | 1:0            |               | 2:0            | 1:1       | 2:1           | 0:4        | 1:0                  | 1:0               | 4:1                  | 2:1 | 4:0         | 1:1       | 1:0              |
| Reggina Calcio          | 2:2 | 0:1        | 0:3           | 1:0         | 2:0       | 0:0            | 0:0           | 1:0            | 2:2           |                | 0:0       | 3:0           | 1:1        | 0:0                  | 1:0               | 2:1                  | 2:3 | 0:0         | 2:1       | 1:0              |
| US Foggia               | 1:1 | 1:1        | 0:0           | 0:2         | 3:1       | 1:0            | 0:1           | 2:2            | 0:3           | 3:2            |           | 2:0           | 1:2        | 2:2                  | 2:0               | 2:0                  | 2:1 | 0:0         | 2:2       | 5:1              |
| Calcio Padova           | 1:2 | 3:1        | 0:0           | 0:0         | 1:1       | 1:0            | 3:2           | 0:0            | 2:1           | 3:1            | 3:0       |               | 0:0        | 1:1                  | 0:0               | 0:1                  | 0:0 | 0:0         | 0:1       | 1:2              |
| AC Venedig              | 2:2 | 2:0        | 1:0           | 2:1         | 2:0       | 3:0            | 2:0           | 2:1            | 0:0           | 4:0            | 1:0       | 3:0           |            | 0:0                  | 0:3               | 3:0                  | 1:1 | 0:0         | 1:1       | 4:2              |
| AS Lucchese Libertas    | 1:2 | 0:0        | 1:0           | 2:1         | 2:3       | 0:3            | 1:2           | 2:1            | 3:1           | 0:1            | 2:0       | 2:0           | 2:0        |                      | 1:1               | 1:0                  | 1:0 | 0:0         | 1:1       | 0:0              |
| Salernitana Sport       | 1:0 | 2:0        | 2:0           | 4:0         | 2:1       | 5:1            | 2:3           | 1:0            | 2:1           | 2:0            | 3:2       | 2:0           | 0:0        | 1:1                  |                   | 1:0                  | 1:1 | 4:0         | 3:2       | 4:1              |
| Castel di Sangro Calcio | 0:3 | 1:1        | 0:2           | 2:2         | 3:3       | 1:1            | 0:4           | 2:1            | 2:1           | 1:1            | 0:1       | 1:1           | 1:3        | 0:2                  | 3:5               |                      | 3:3 | 0:0         | 1:1       | 1:1              |
| Fidelis Andria          | 1:1 | 1:1        | 1:0           | 1:1         | 2:0       | 3:0            | 1:0           | 0:0            | 0:2           | 0:2            | 2:0       | 2:0           | 1:1        | 3:0                  | 2:2               | 1:0                  |     | 0:0         | 1:1       | 1:3              |
| FBC Treviso             | 0:1 | 2:1        | 1:0           | 0:5         | 2:1       | 2:1            | 0:0           | 3:0            | 0:0           | 2:0            | 3:3       | 3:2           | 1:1        | 3:0                  | 1:1               | 3:2                  | 1:1 |             | 5:0       | 3:0              |
| AC Ancona               | 4:1 | 2:2        | 0:0           | 1:1         | 4:3       | 0:0            | 3:2           | 0:2            | 1:0           | 2:3            | 3:2       | 0:0           | 0:1        | 0:1                  | 3:3               | 1:1                  | 2:0 | 4:4         |           | 0:1              |
| AC Monza Brianza        | 0:0 | 0:2        | 5:1           | 0:0         | 0:0       | 1:1            | 1:0           | 1:2            | 1:1           | 0:1            | 1:1       | 2:0           | 1:0        | 3:1                  | 1:1               | 2:2                  | 1:1 | 1:1         | 3:3       |                  |

### Torschützenliste
Bei gleicher Anzahl an Toren sind die Spieler alphabetisch nach Nachnamen bzw. Künstlernamen sortiert.
| Pl.             | Nat.    | Name              | Mannschaft                           | Tore |
| --------------- | ------- | ----------------- | ------------------------------------ | ---- |
| 01.             | Italien | Marco Di Vaio     | Salernitana Sport                    | 21   |
| 02.             | Italien | Marco Ferrante    | Torino Calcio                        | 18   |
| 02.             | Italien | Cosimo Francioso  | US Ravenna (4) Calcio Monza (14)     | 18   |
| 04.             | Italien | Roberto Muzzi     | Cagliari Calcio                      | 17   |
| 04.             | Italien | Stefan Schwoch    | AC Venedig                           | 17   |
| 06.             | Italien | Roberto Paci      | AS Lucchese Libertas                 | 16   |
| 06.             | Italien | Vincenzo Chianese | Foggia Calcio                        | 16   |
| 08.             | Italien | Oberdan Biagioni  | AS Fidelis Andria                    | 15   |
| 09.             | Uruguay | Darío Silva       | Cagliari Calcio                      | 13   |
| 10.             | Italien | Edoardo Artistico | Salernitana Sport                    | 12   |
| 10.             | Italien | Giacomo Banchelli | Cagliari Calcio (2) AC Reggiana (10) | 12   |
| 10.             | Italien | Raffaele Cerbone  | Chievo Verona                        | 12   |
| 10.             | Italien | Antonio De Vitis  | Hellas Verona                        | 12   |
| Stand: Endstand |         |                   |                                      |      |

### Playoffs
Aufgrund der Punktgleichheit der beiden Mannschaften auf den Plätzen vier und fünf wurde der vierte Aufsteiger in einem Play-off ermittelt. Hierzu wurde ein Entscheidungsspiel ausgetragen. Das Ergebnis des Play-offs wurde für die beiden betroffenen Mannschaften unabhängig der Ergebnisse der regulären Spielzeit in die Abschlusstabelle übernommen. Somit wurde die AC Perugia Vierter sowie Aufsteiger und Torino Calcio Fünfter.
| Datum         |            | Ergebnis                         |               | Ort                |
| ------------- | ---------- | -------------------------------- | ------------- | ------------------ |
| 21. Juni 1998 | AC Perugia | 1:1 n. V. (1:1, 0:0) (5:4 i. E.) | Torino Calcio | Reggio nell’Emilia |